# Horne (Faaborg-Midtfyn)
Horne is een plaats in de Deense regio Zuid-Denemarken, gemeente Faaborg-Midtfyn. De plaats telt 862 inwoners (2020).